# Mercedes Lasala
Mercedes Lasala (1763-1837) fue una patriota argentina, esposa de Miguel Fermín Mariano de Riglos. Es considerada una de las Patricias Argentinas.

## Biografía
Mercedes Lasala nació en Buenos Aires, Gobernación del Río de la Plata el 25 de septiembre de 1764, hija del capitán del Regimiento de Buenos Aires Juan Bautista Lasala, natural de Francia, y de Juana Agustina Fernández de Larrazábal, nieta del general Antonio de Larrazábal, alcalde y justicia mayor.
El 13 de abril de 1782 contrajo matrimonio con Miguel Fermín Mariano de Riglos, natural de Buenos Aires, capitán de Dragones del Fijo, el regimiento veterano de la ciudad y Caballero de Santiago.
El 22 de julio de 1798 su esposo, que se desempeñaba como sargento mayor de la plaza de Buenos Aires, fue nombrado teniente general y gobernador del Gobierno Político y Militar de Chiquitos, muriendo el 16 de mayo de 1808 mientras se encontraba de paso en Buenos Aires, aún ejerciendo ese cargo. 
Tras enviudar, Mercedes Lasala regresó a Buenos Aires donde al igual que su familia adhirió decididamente a la Revolución de Mayo de 1810.
Junto con su hermana Eusebia Lasala y las señoras de Peña, Irigoyen, Castelli, Agrelo, etc. se contaba entre las más decididas patriotas.
Fueron ellas quienes en la mañana del 18 de mayo de 1810 se presentaron (posiblemente en casa de Juan José Viamonte) para convencer a Cornelio Saavedra de que había llegado el momento de la revolución.
Una de las decisiones adoptadas por el cabildo abierto del 25 de mayo de 1810 ordenaba a la Junta Gubernativa disponer el envío de una expedición a las provincias del interior con el objeto formal de asegurar la libertad en la elección de diputados que las representarían en el gobierno. Más allá de esa justificación por otra parte razonable, era preciso evitar con rapidez la formación y consolidación de núcleos contrarrevolucionarios y demostrar a los partidarios en el interior del movimiento emancipador que serían sostenidos con decisión y preservados en sus vidas y hacienda por el nuevo gobierno.
El primer objetivo de la Expedición Auxiliadora sería la provincia de Córdoba, donde se organizaba la resistencia alrededor del héroe de la reconquista Santiago de Liniers.

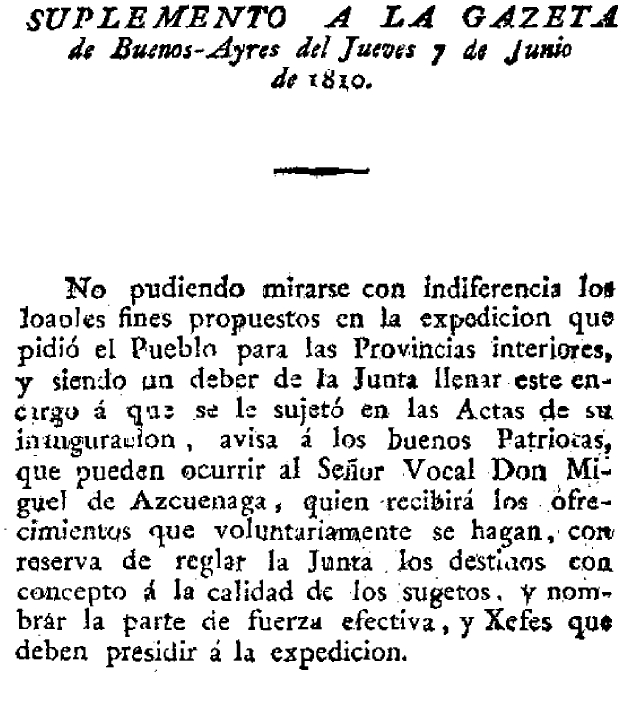
Resolución del 7 de junio de 1810.

El Cabildo del 25 de mayo había asignado recursos para organizar el nuevo ejército: los sueldos del Virrey Baltasar Hidalgo de Cisneros y de otros altos empleados de su administración. No obstante sea por resultar insuficientes o como medio para movilizar y comprometer a los vecinos con la causa se inició una suscripción pública. 
El 7 de junio la Gazeta de Buenos Aires publicó una resolución en los siguientes términos: "No pudiendo mirarse con indiferencia los loables fines propuestos en la expedición que pidió e pueblo para las provincias interiores, y siendo un deber de la Junta llenar este encargo a que se le sujetó en las actas de su inauguración, avisa a los buenos patriotas que pueden concurrir al señor Vocal don Miguel de Azcuénaga, quien recibirá los ofrecimientos que voluntariamente se hagan, con reserva de reglar la Junta los destinos, con concepto a la calidad de los sujetos y nombrar la parte de fuerza efectiva y jefes que deben presidir la expedición".

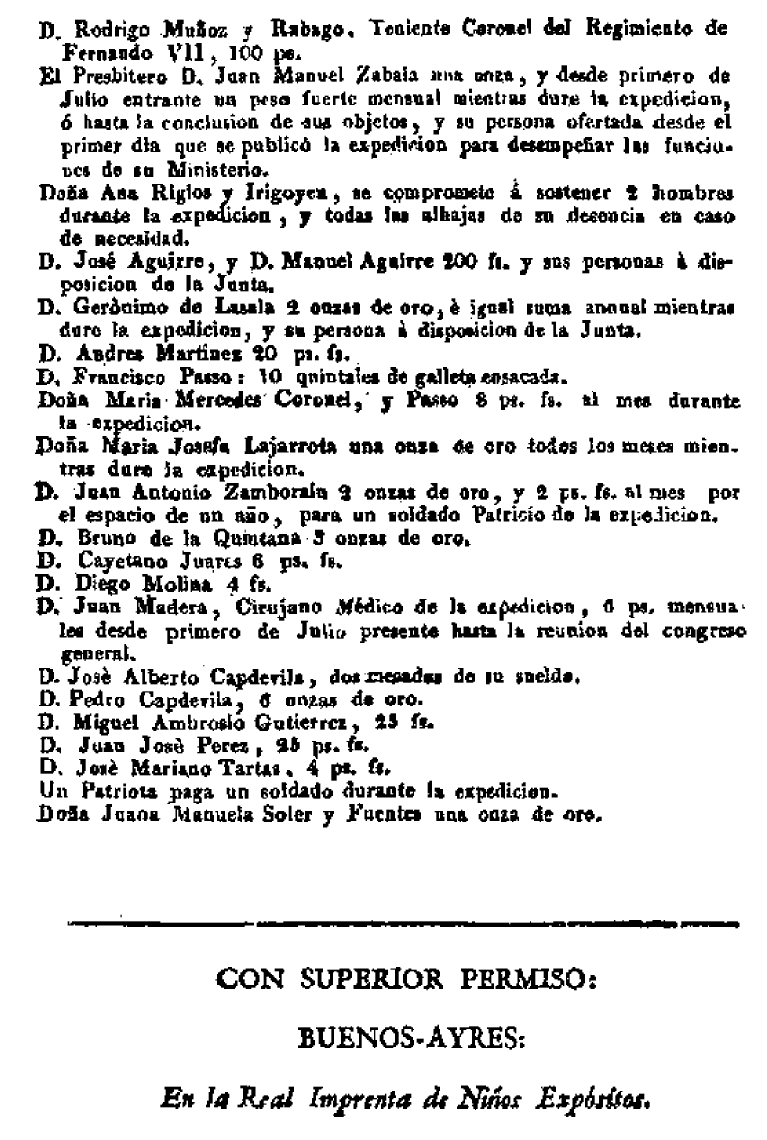
Lista de suscriptores.

Iniciada la suscripción para la también llamada "expedición de Unión de las Provincias interiores" Mercedes Lasala contribuyó con tres onzas de oro a cubrir los gastos de la expedición.
Con esos donativos y los que se hicieron en varias provincias, un mes después la Junta pasaba revista en Monte Castro a más de mil hombres.
El 11 de noviembre de 1825 compró la casa de José de San Martín, sobre la Plaza Mayor y a pocos metros del Cabildo de Buenos Aires, que se convirtió en uno de los centros de las tertulias de la ciudad, conocida como los Altos o el Balcón de Riglos
Fue socia fundadora y primera presidenta de la Sociedad de Beneficencia organizada por Bernardino Rivadavia, ministro del gobernador Martín Rodríguez, tras disolver la Hermandad de la Santa Caridad. Su ejercicio del cargo se extendió entre el 10 de febrero de 1823 y el 15 de enero de 1827, continuando como socia de la institución hasta su muerte. Estaba integrada entre otras por Juana del Pino de Rivadavia, hija del ex Virrey y esposa del Ministro, María Rosario Azcuénaga, Casilda Igarzábal, Bernardina Chavarría de Viamonte, esposa del General y Mariquita Sánchez, la Sociedad se hizo cargo de todas las instituciones de bien público destinadas a mujeres y niños, que hasta ese entonces habían regenteado las Órdenes y Hermandades, incluida la Casa de Expósitos.
Enfermó gravemente y fue atendida por los médicos Francisco de Paula Rivero y el inglés Santiago Leppe pero falleció el 1 de enero de 1837 en su ciudad natal. Tuvo numerosos hijos de su matrimonio con Riglos: Miguel Francisco (1783), Josefa Rosa Mercedes Dionisia (1784-1873), Miguel José Sabelio (1790-1863), José Ramón Francisco (1791), Martín Marcos José (1793), Ramón Doroteo Ignacio (1795), José Martín Marcos (1797-1839) y Francisca Javiera Riglos Lasala.